# Violaciones de la CIA a los derechos humanos
Este artículo trata de aquellas actividades que constituyen violaciones a los derechos humanos.

## Principios generales
En 2003, Patricia Derian, quien se desempeñaba como Asistente de Secretario de Estado para los Derechos Humanos en la Presidencia de Jimmy Carter escribió: "A través de estas agencias militares y de inteligencia el gobierno de Estados Unidos está enviando un peligroso y doble mensaje. Si esto sigue así, se va a subvertir toda nuestra política de derechos humanos".
Para entender el papel de la CIA en los derechos humanos, hay que enfrentar desafiantes problemas de ética. John R. Stockwell, un oficial de la CIA que dejó la Agencia y se convirtió en un crítico público, dijo de los oficiales de campo de la CIA: "Ellos no se reúnen con los escuadrones de la muerte en las calles, donde realmente están troceado personas o colocándolas en la calle y haciendo que camiones en funcionamiento pasen sobre sus cabezas. La gente de la CIA en San Salvador se reúne con los jefes de la policía y con la gente que dirige los escuadrones de la muerte y mantienen contactos con ellos, se reúnen con ellos junto a la piscina de las villas. Y es un tipo de relación sofisticada, civilizada. Y hablan de sus hijos, que van a la escuela en la UCLA o Harvard u otras escuelas, y no hablan de los horrores de lo que se está haciendo. Simulan que no es verdad."
Florencio Caballero, ex interrogador del Ejército de Honduras, dijo que había sido entrenado por la Agencia Central de Inteligencia, lo cual fue confirmado por el New York Times consultando con funcionarios estadounidenses y hondureños. Gran parte de su relato fue confirmado por tres funcionarios americanos y dos funcionarios hondureños, y puede ser el testimonio más completo de cómo se autorizaron las unidades del ejército y de la policía para organizar escuadrones de la muerte que se apoderaron, interrogaron y mataron a presuntos izquierdistas. Caballero dijo que en tanto los entrenadores argentinos y chilenos le enseñaban a miembros del Ejército hondureño las técnicas de secuestro y eliminación, la CIA prohibió explícitamente el uso de tortura física o asesinato.
Caballero describe el papel de la CIA como ambiguo. Caballero dijo que sus oficiales superiores le ordenaron él y otros miembros de las unidades de inteligencia del ejército, ocultar a los asesores de la CIA su participación en los escuadrones de la muerte. Añadió que fue enviado a Houston durante seis meses en 1979 para ser entrenado por instructores de la CIA en técnicas de interrogatorio. “Ellos me capacitaron en interrogatorio, para poner fin al uso de la tortura física en Honduras ... enseñaban métodos psicológicos”, dijo el Sr. Caballero de su entrenamiento americano. “Así que cuando tuvimos a alguien importante, lo ocultamos de los estadounidenses, lo interrogamos nosotros mismos y después lo entregamos a un escuadrón de la muerte para su eliminación”.

## Tortura y rendición
Está ampliamente aceptado que la CIA está involucrada tanto en la tortura de detenidos en los  centros clandestinos de detención que opera (llamados black sites) como en el envío de prisioneros para ser torturados por otros gobiernos, de una manera que infringe las leyes americanas e internacionales.
La existencia de los centros clandestinos de detención operados por la CIA, fue inicialmente divulgada por el Washington Post en noviembre de 2005, sobre la base de informes de ONGs de derechos humanos. (Véase también Destrucción de vídeos de interrogatorios de la CIA en 2005)
El presidente George W. Bush reconoció la existencia de estas prisiones secretas durante un discurso el 6 de septiembre de 2006.

Funcionarios de la administración, como el Secretario de Justicia Auxiliar Adjunto John Yoo así como juristas prominentes como Alan Dershowitz defendieron y justificaron públicamente la utilización de tortura contra sospechosos de terrorismo.

### Técnicas de tortura
Hay equilibrio en las afirmaciones de que el personal de la CIA intentó minimizar los abusos cometidos por los gobiernos extranjeros que practicaban la tortura, ante cualquier implicación con la CIA. Hay evidencia de que la CIA ha financiado investigación académica, en algunos casos involuntariamente, que luego fue utilizada para desarrollar técnicas de interrogatorio duras.

#### Técnicas de interrogación mejorada
(Ver también Estudio del Comité Selecto del Senado sobre el Programa de detención e interrogatorio de la Agencia Central de Inteligencia)
Desde el año 2002 al 2007, como parte de la guerra contra el terrorismo, personal de la CIA utilizó las llamadas “técnicas de interrogación mejorada”, una variedad de técnicas de interrogación coercitivas y abusivas que son ampliamente consideradas tortura. Varios funcionarios del gobierno de George W. Bush han argumentado que las técnicas "duras" tales como el “submarino” no son tortura o se justifican como medios válidos en función de los objetivos finales de la Guerra contra el Terrorismo. Ha habido una protesta nacional e internacional considerable en contra de estas prácticas. El Relator Especial de las Naciones Unidas sobre la Tortura, Human Rights Watch, y juristas norteamericanos han pedido el enjuiciamiento de los funcionarios de la administración Bush que ordenaron la tortura, conspiraron para proporcionar cobertura legal a la tortura y al personal de la CIA y del Departamento de Defensa y trabajadores contratados que lo llevaron a cabo.
La tortura y las duras condiciones de encarcelamiento y los ejemplos documentados no estuvieron limitados a la reciente guerra contra el terrorismo. Yuri Nosenko, un desertor de la KGB soviética fue mantenido en duras condiciones de confinamiento solitario, en una instalación clandestina de la CIA, en los EE. UU., durante más de tres años.

### Culpabilidad en Crímenes de Guerra
En 2007, investigadores de la Cruz Roja llegaron a la conclusión en un informe secreto de que los métodos de interrogatorio que la Agencia Central de Inteligencia utilizó en prisioneros de Al Qaeda de alto nivel constituyen tortura; lo cual podría hacer que los funcionarios de la administración Bush que los aprobaron sean declarados culpables de crímenes de guerra, según el libro "Dark Side: The Inside Story of How the War on Terror Turned Into a War on American Ideals", (Lado Oscuro: la historia interna de cómo la guerra contra el terrorismo se convirtió en una guerra contra los ideales estadounidenses) por Jane Mayer periodista de The New Yorker.
Según el libro, el informe del Comité Internacional de la Cruz Roja encontró que los métodos utilizados sobre Abu Zubaydah, la primera figura principal de Al Qaeda capturada por Estados Unidos, fueron "categóricamente" tortura, lo cual es ilegal tanto bajo la ley de Estados Unidos como de los convenios internacionales de los cuales los EE. UU. forman parte. Se le dio una copia del informe a la CIA en 2007. Por ejemplo, el libro afirma que Abu Zubaydah fue confinado en una caja "tan pequeña que él dijo que tenía que doblar sus extremidades en posición fetal" y fue uno de varios prisioneros a ser "golpeado contra las paredes", según el informe de la Cruz Roja. La CIA ha admitido que Abu Zubaydah y otros dos prisioneros fueron sometidos al “submarino”, una práctica en la que se vierte agua en la nariz y la boca para crear la sensación de asfixia y ahogamiento.

#### Entrenamiento en tortura
El 24 de enero de 1997, se desclasificaron dos manuales de la CIA en respuesta a un requerimiento del "Baltimore Sun" de 1994, en el marco de la Ley por la Libertad de la Información (FOIA). El primer manual, "Interrogatorio de Contrainteligencia KUBARK”, de julio de 1963, es la fuente en la que se basa gran parte del material del segundo manual. El segundo manual, "Manual de Capacitación de Recursos Humanos Explotación - 1983", fue utilizado en al menos siete cursos de formación de Estados Unidos realizados en países de América Latina, incluyendo Honduras, entre 1982 y 1987. Ambos manuales se ocupan exclusivamente de interrogatorio y tienen un capítulo entero dedicado a "técnicas coercitivas". Estos manuales recomiendan detener a los sospechosos temprano en la mañana por sorpresa, vendarles los ojos y despojarlos de sus ropas dejándolos desnudos. Las salas de interrogatorios no deberían tener ventanas, ser insonorizadas, oscuras y sin aseos. Los sospechosos deben ser mantenidos incomunicados y deben ser privados de cualquier tipo de rutina normal en alimentación y sueño. Los manuales describen técnicas coercitivas a ser usadas "para inducir la regresión psicológica en el sujeto, empleando una fuerza externa superior para influir en su voluntad de resistir."
Los manuales estadounidenses contenían medidas coercitivas, que no llegan al nivel de lo que generalmente se define como tortura, aunque la determinación precisa del límite entre los conceptos “medida coercitiva” y “tortura” sufrió numerosas modificaciones en función de las leyes locales o las etapas de evolución de la legislación vinculada a derechos humanos, entre otros factores.
En el período aproximado de 1973-1983, una serie de dictaduras militares gobernó distintos países de América Latina. Existe abundante y sólida documentación acerca de la práctica de la tortura, la comisión de delitos aberrantes y múltiples violaciones a los derechos humanos cometidos de modo sistemático por esos gobiernos. La relación de la CIA con dichos delitos abarca el rango que va desde el desconocimiento, el conocimiento sin participación, el conocimiento con la sugerencia de que se aplicaran técnicas menos brutales, hasta la participación u observación.

### Rendición y desaparición
Rendición extraordinaria es el proceso mediante el cual se traslada clandestinamente a un prisionero desde el lugar donde fue capturado a un centro de interrogación en algún país no sujeto a las restricciones que la ley de Estados Unidos establece respecto a la metodología a aplicarse en los interrogatorios. Algunos informes señalan que personal de la CIA opera los establecimientos de detención (llamados "black sites") y se encargan de los interrogatorios; otros informes afirman que la CIA gestiona la entrega de los prisioneros y personal de inteligencia del tercer país se hace cargo del efectivo interrogatorio.
El reclamo por la existencia de estos centros clandestinos de detención operados por la CIA, fue hecho por el “Washington Post” en noviembre de 2005 y previamente por organizaciones de derechos humanos. El presidente George W. Bush reconoció la existencia de prisiones secretas en una conferencia brindada en 6 de septiembre de 2006 En el mismo discurso, Bush negó que los Estados Unidos aplicara tortura, pero mencionó “métodos alternativos” sin ofrecer más detalles sobre ellos.

#### Situación de “detenidos fantasma”
La existencia de los “black sites” lleva implícita, necesariamente, la existencia de personas retenidas de modo secreto, por fuera del alcance de la legislación internacional respecto a los derechos humanos.
Los primeros días de noviembre de 2005, el “Washington Post” denunció la existencia de centros clandestinos de detención operados por la CIA.
Inmediatamente, el Comité Internacional de la Cruz Roja, cumpliendo con sus objetivos y en el marco de lo dispuesto a partir de la Convención de Ginebra, (entre otros objetivos, la supervisión del trato a prisioneros de guerra) solicitó al gobierno de Estados Unidos acceso a los prisioneros sospechosos de terrorismo detenidos en centros clandestinos operados por la Agencia Central de Inteligencia.
A principio de septiembre de 2006, el presidente George W. Bush, en un discurso televisivo reconoció la existencia de centros clandestinos operados por la CIA, y, por lo tanto, de detenidos irregulares en dichos centros. En una parte de su discurso, Bush afirmó:"Aparte de los terroristas que mantenemos en Guantánamo, un pequeño grupo de presuntos líderes terroristas capturados durante la guerra ha sido interrogado fuera de Estados Unidos, en un programa operado por la CIA". En otro párrafo de su discurso informó que 14 detenidos fueron trasladados de las cárceles secretas de la CIA a la custodia militar en Guantánamo y que con esas 14 transferencias, no quedaban más prisioneros en custodia de la CIA.
El 27 de febrero de 2007  Human Rights Watch dio a conocer un informe de 50 páginas, "Ghost Prisoner: Two Years in Secret CIA Detention" (Prisioneros fantasma: Dos años de detención secreta de la CIA), que contiene una descripción detallada de una prisión secreta de la CIA, hecha por un ex detenido palestino que fue puesto en libertad en el año 2006, además de información acerca de otras 38 personas detenidas de las cuales no se tenía información. En un comunicado de prensa de Human Rights Watch, se informa que “(HRW) también envió una carta pública al Presidente de Estados Unidos, George W. Bush, solicitándole información sobre el destino y el paradero de los detenidos 'desaparecidos'”. En el mismo comunicado, se incluye un párrafo que afirma que “Human Rights Watch expresó su grave preocupación por la opinión declarada del Presidente Bush que la Ley de Comisiones Militares del 2006 (Military Commissions Act of 2006) le permite al gobierno reiniciar el programa de prisiones secretas de la CIA. Human Rights Watch urgió al gobierno de Bush a rechazar el uso de la detención secreta y las tácticas coercitivas de interrogatorio en su lucha contra el terrorismo y a anunciar la suspensión permanente del programa de detención e interrogatorios de la CIA.”

## Entrenamiento policial
Con anterioridad a 1973, las administraciones estaban preocupadas principalmente por el riesgo comunista de la subversión, que se enfrentaba en el país receptor con fuerzas de seguridad interna, como la policía. No eran claros los límites de los roles policial y militar. La ayuda estadounidense a las policías extranjeras se inició en la década de 1950, y aumentó en la década de 1960 cuando el gobierno de Kennedy comenzó a preocuparse por la creciente actividad insurgente comunista y estableció un programa de seguridad pública, en la Agencia para el Desarrollo Internacional (AID) para capacitar a las policías extranjeras.
Hacia 1968, Estados Unidos estaba gastando U$S 60 millones anuales en la capacitación de la policía en 34 países, en áreas como la investigación criminal, el patrullaje, técnicas de interrogatorio y de contrainsurgencia, control de disturbios, el uso de armas, y la desactivación de bombas. Estados Unidos también proporcionó armas, telecomunicaciones, transporte y otro equipamiento. A principios de la década de 1970, el Congreso comenzó a preocuparse por la aparente ausencia de directrices políticas claras y la utilización de los fondos del programa en el apoyo a regímenes represivos que cometieron abusos contra los derechos humanos. Como resultado, “el Congreso determinó que no era aconsejable que los Estados Unidos continuara apoyando las organizaciones policiales extranjeras". Tanto la CIA como la inteligencia militar con la  “Counterintelligence Force Protection Source Operations” podrían tener relaciones de recolección de información con policías locales.
El Servicio de Seguridad Diplomática en cada embajada, bajo representantes del Departamento de Estado tiene entre sus funciones estar al tanto de todos los contactos entre el personal estadounidense y las organizaciones locales de la ley. La legislación de 1973 limitó significativamente la formación policial de todo tipo, en parte como respuesta a las preocupaciones relacionadas con los derechos humanos.
La mayor parte de esta capacitación se dirigió a América Latina, pero parte fue a países en otras partes del mundo, según el senador Alan Cranston, senador demócrata por California,, especialmente aquellos con problemas de terrorismo o narcotráfico. Cranston citó seis razones por las que el Congreso, en 1974, prohibió la formación de policía, después de enterarse de que la formación y el equipamiento de "policía de Irán, Vietnam, Brasil, y otros países estuvieron involucrados en la tortura, el asesinato, y la supresión de la actividad política legítima":
- El entrenamiento fue proporcionado a los llamados regímenes proclives al anticomunismo, sin tener en cuenta si se trataba o no de dictaduras.
- Los esfuerzos de fortalecimiento de la ley estaban subordinados a los objetivos de contrainsurgencia de Estados Unidos. Como señaló la GAO, la formación de Estados Unidos incluyó temas tales como técnicas de contrainsurgencia, utilización de armamento e ideología comunista. Esto también significó, en la práctica, el incremento del control que las fuerzas armadas de los países receptores ejercían sobre la policía.
- Y esto está claramente corroborado en el libro de A. J. Langguth.[41] (Los capacitadores de Estados Unidos no siempre fueron lo mejor que América podía ofrecer).
- Las agencias de inteligencia de Estados Unidos tuvieron un papel importante en el desarrollo y ejecución de estos programas.
- La formación de la policía no fue colocada en el contexto más amplio de la administración de justicia, con énfasis en la reforma judicial y penitenciaria.
- Finalmente, los derechos humanos rara vez eran un factor en las consideraciones políticas de la época.

Cranston continuó diciendo: "Esta prohibición se mantuvo prácticamente blindada hasta 1985, cuando el Congreso autorizó al Presidente a apoyar `programas para mejorar las capacidades de investigación llevados a cabo bajo control judicial o fiscal' en democracias en funcionamiento en el hemisferio occidental."
En principio, la formación y la asistencia a la policía, a diferencia de la organización militar, está en contra de la ley de Estados Unidos, pero la ley pertinente permite exención presidencial de la mayoría de disposiciones. Un informe de la “General Accounting Office” (GAO) proporciona información sobre:
- la autoridad legislativa para la prestación de asistencia a las agencias y personal extranjero de aplicación de derecho
- la extensión y costos de las actividades de Estados Unidos y
- la opinión de los expertos sobre la gestión de esos programas.

### ICITAP
El “International Criminal Investigative Training Assistance Program” (Programa Internacional de Asistencia a la Formación en Investigaciones Criminales – ICITAP) fue creado en 1986 para ayudar a obtener el enjuiciamiento en los casos clave de derechos humanos en El Salvador y para reforzar la capacidad de investigación criminal de las fuerzas de seguridad de América Latina. Comenzó después de la invasión de Panamá en 1990 y se convirtió en el principal organismo de Estados Unidos involucrado en la disminución de la "brecha institucional", reestructurando todo el aparato de aplicación de la ley de los países en transición. “El programa ICITAP y OPDAT (“Overseas Prosecutorial Development Assistance and Training” - Asistencia y Formación para el Desarrollo Procesal de Ultramar) tenían entre sus objetivos el fomento, apoyo y fortalecimiento de los principios y las estructuras de las fuerzas del orden democrático en el extranjero.”En especial en aquellos países que han adoptado recientemente la democracia,  ICITAP y OPDAT proporcionan entrenamiento a la policía, los fiscales y el poder judicial y asesoramiento sobre las leyes y programas americanos de lucha contra la delincuencia dentro de un marco democrático".
A medida que se extendía en los últimos años el papel de la ONU en la supervisión y capacitación de la policía en operaciones de mantenimiento de paz, crecía también la colaboración de ICITAP con los observadores de policía patrocinados por la ONU (CIVPOL) en todo el mundo. Aunque el mandato ICITAP le impide hacer funciones policiales reales en escenarios posteriores a la intervención, su capacidad de construir fuerzas policías locales es vista cada vez más como la posibilidad de rápida retirada militar después de las intervenciones o las misiones de paz. A medida que se ha ampliado el alcance de las actividades ICITAP, también se ha ampliado su alcance geográfico. Sólo en el año 1996, ICITAP inició nuevos proyectos en Ruanda, Bosnia, Kazajistán, Kirguistán, Bielorrusia, Ucrania, Uzbekistán y la provincia oriental croata de Eslavonia, con nuevos proyectos establecidos para Brasil, Albania, Belice y Liberia.
"El poder judicial, en particular, presenta un problema importante, ya que los jueces y magistrados no pueden ser entrenados y trabajar dentro del mismo lapso que una fuerza policial. Este aspecto debe ser abordado, sin embargo, pues una policía que funcione no puede existir sin un sistema judicial al que servir."

#### Investigación sobre las relaciones entre ICITAP y CIA
No hay ninguna indicación específica de que las operaciones del ICITAP estén vinculadas a operaciones de la CIA. Wayne Madsen especula que podría haber alguna relación, o bien que la participación de la CIA podría ser a través de las compañías militares privadas. Madsen no sugirió que las empresas militares privadas estuvieran proporcionando el entrenamiento de la policía. Observó que "Janice Stromsem, una empleada de carrera del Departamento de Justicia quien se desempeñó como directora del ICITAP, resistió la toma de control del programa por parte de elementos de la CIA. En febrero de 1999, Stromsem fue relevada de sus funciones luego de quejarse al Inspector General del Departamento de Justicia de que ICITAP estaba siendo utilizado por la CIA para reclutar agentes entre los funcionarios policiales extranjeros". Este problema aparentemente había llegado antes que su retiro, ya que los Inspectores Generales comenzaron su investigación en abril de 1997, observando ICITAP y OPDAT, "... tras las acusaciones de mala gestión del programa y la mala conducta de supervisión. El equipo de investigación conformado por agentes especiales, auditores, inspectores y personal de apoyo, bajo la dirección de un abogado principal, entrevistó a más de 90 testigos en los Estados Unidos y varios países extranjeros y ha revisado más de 5.800 páginas de documentos. La investigación está en curso. La denuncia de Stromsem fue investigada conjuntamente por los Inspectores generales del Departamento de Justicia (DOJ) y la CIA.

### Investigación de la “General Accounting Office” (Oficina de Contaduría General)
En 1973 y 1974, el Congreso de Estados Unidos promulgó legislación que prohíbe que las agencias utilicen fondos de asistencia económica o militar al extranjero para ayudar a policías extranjeras, pero posteriormente se concedieron numerosas excepciones para permitir la asistencia en algunos países y en diversos aspectos del desarrollo de la fuerza policial, incluido el apoyo mediante material y armas, gestión de la fuerza, control de narcóticos, y tácticas de contraterrorismo. La prohibición de 1974 no se aplicó a la utilización de otros fondos por agencias como el Departamento de Justicia de Estados Unidos  (DOJ) o el  Departamento de Transporte de Estados Unidos (DOT) para entrenar o ayudar a personal de las fuerzas del orden extranjeras.
Ninguna agencia gubernamental se encarga de calcular el costo. Sin embargo, la Oficina de Contaduría General identificó 125 países que recibieron capacitación y asistencia de los Estados Unidos para sus fuerzas policiales durante el año fiscal 1990, a un costo de por lo menos U$S 117 millones.
La prohibición no se aplica a la asistencia para combatir el tráfico internacional de narcóticos de la Administración de Control de Drogas DEA y la Oficina Federal de Investigaciones FBI.
Durante el periodo fiscal 1990, de un costo de alrededor de U$S117 millones, la GAO estimó que los principales programas fueron:
- Departamento de Estado de los Estados Unidos; Control Internacional de Narcóticos: U$S 45 millones; Asistencia Antiterrorista: U$S 10 millones
- Departamento de Justicia de Estados Unidos; ICITAP: U$S 20 millones
- Departamento de Defensa de Estados Unidos en el área de asistencia a fuerzas policiales nacionales: U$S 42 millones.[46]

Funcionarios del gobierno y del Departamento de Estado y expertos académicos que han estado involucrados en la asistencia a las fuerzas policiales extranjeras, afirmaron que el gobierno de Estados Unidos presenta fallas en: la claridad de la política o los objetivos del programa; el papel de la asistencia de Estados Unidos a las fuerzas policiales en el democracias nuevas y emergentes;  el punto focal para la coordinación y la toma de decisiones; y los instrumentos para determinar si los programas y actividades individuales apoyan la política de Estados Unidos o contribuyen a los intereses generales de los Estados Unidos.
Señalaron que cada programa es gestionado de forma individual, y el único lugar en donde existe coordinación es en la embajada de Estados Unidos en cada país.

#### Alcance y metodología en la investigación sobre la asistencia en capacitación de la CIA
La GAO (Oficina de Contaduría General) obtuvo información acerca de la capacitación y la asistencia proporcionada por la CIA a personal extranjero de las fuerzas del orden, revisó la base legislativa para la prestación de este entrenamiento y asistencia, e identificó los esfuerzos para coordinar estas actividades. 
La GAO no revisó la implementación del programa en los países receptores. 
Entrevistaron a los funcionarios y obtuvieron los registros de la AID y los Departamentos de Estado, Justicia y Defensa, en Washington D. C.; revisaron la legislación y las opiniones legales sobre la asistencia a la policía extranjera; entrevistado expertos académicos y legales en materia de asistencia vigente de Estados Unidos a la policía extranjera; y revisaron la literatura publicada sobre la asistencia a la policía extranjera y el programa de seguridad pública de la AID.

### Exenciones legislativas a la prohibición de ayuda de Estados Unidos a la policía extranjera
Las exenciones aprobadas por el Congreso generalmente autorizan actividades que benefician objetivos específicos de Estados Unidos, tales como la lucha contra la amenaza terrorista a los ciudadanos estadounidenses en el extranjero o la lucha contra el tráfico de drogas.
- Ley de Seguridad y Cooperación para el Desarrollo Internacional de 1981 - para Haití[50]
- Ley de Autorizaciones de Seguridad Internacional y Asistencia al Desarrollo de 1983 - programa antiterrorista que permite el entrenamiento en relación con seguridad de la aviación,  gestión de crisis, técnicas de análisis de documentos, seguridad de instalaciones, seguridad marítima,  protección de VIP s, y manejo de perros para rastreo y detección.[51]
- Ley de Seguridad Internacional y Cooperación para el Desarrollo de 1985 - El Salvador y Honduras[52]

Se amplió también el programa para la reforma judicial y la exención de formación policial a los países de América Latina y el Caribe. En 1988, el Congreso amplió aún más el programa de reforma judicial para permitir la asistencia a la policía en la promoción de capacidades forenses y de investigación, el desarrollo de los programas de formación para fuerzas policiales, y la mejora en la administración y gestión de las organizaciones policiales. Esta ley prohíbe específicamente que el Departamento de Defensa (DOD) y las fuerzas armadas de Estados Unidos proporcionen capacitación dentro de este programa.
Los asuntos marítimos fueron exceptuados de la sección de prohibición 660, como así también la prohibición para cualquier país que tenga una tradición democrática de larga data, no tenga fuerzas armadas y no esté involucrado en situaciones persistentes de violaciones graves de los derechos humanos. El ley permitió a esos países a recibir cualquier tipo de asistencia policial.
- Leyes vinculadas al Control Internacional de Narcóticos

Mediante esta serie de leyes se aprobaron ciertas actividades de asistencia policial en América Latina y el Caribe para fines de control de narcóticos. En 1988 se amplió el papel del Departamento de Defensa y se le permitió en los años fiscales 1989 y 1990 proporcionar entrenamiento, armas y municiones a las unidades policiales extranjeras que se organizaran específicamente para reforzar la lucha antinarcóticos en los países destinatarios de América Latina y el Caribe. Esto también permitió que se proporcionaran apoyo económico a la policía colombiana para la protección de jueces, funcionarios del gobierno y miembros de la prensa, de los ataques narcoterroristas. La Ley de 1989 amplió la autoridad del Departamento de Defensa para entrenar a las unidades policiales antinarcóticos, exclusivamente, de Bolivia, Colombia y Perú en el año fiscal 1990. También permitió que el Departamento de Defensa proporcionara, además de armas y municiones, otros artículos de defensa, tales como helicópteros, vehículos, radios y equipamiento personal.
La Ley de 1990 autorizó al Departamento de Defensa a continuar la capacitación y el equipamiento de las fuerzas policiales en la región andina.
- Ley de 1990 de Asistencia Urgente para la Democracia en Panamá - después de la invasión estadounidense de Panamá, el Congreso reforzó significativamente el papel de Estados Unidos en el desarrollo de la nueva fuerza de policía en Panamá.[54]
- Ley de 1991 para Operaciones Extranjeras, Financiación de Exportaciones y Asignaciones a Programas Relacionados - Exención del Caribe Oriental[55]

#### Otras excepciones a la prohibición de asistencia policial
Además de las exenciones previamente discutidas, existen otras autoridades que renuncian a la prohibición de asistencia a las fuerzas policiales de los países extranjeros. Por ejemplo, el presidente podrá autorizar la asistencia extranjera cuando “sea importante para los intereses de seguridad de Estados Unidos". Esto permite al Presidente que renuncie a cualquier disposición de la Ley de Asistencia Exterior de 1961, incluyendo la sección 660.

### Asistencia de EE.UU. proporcionada a la policía extranjera

#### Asistencia antiterrorista
Esta asistencia tiene como objetivo mejorar las capacidades antiterroristas de los gobiernos extranjeros para proteger mejor a los ciudadanos y los intereses estadounidenses. En 1990, los EE. UU. prestó asistencia a 49 países, con un costo de casi U$S 10 millones. 62% de los fondos se utilizaron en América Latina, el Caribe y Europa y para la compra de equipamiento se utilizó una suma de menos de U$S 500.000 dólares. El Departamento de Estado maneja el programa y contrata a otras agencias del gobierno de Estados Unidos, a los departamentos de policía locales o estatales y a empresas privadas para llevar a cabo la capacitación. La Administración Federal de Aviación, el Servicio de Aduanas de Estados Unidos, el Servicio de Inmigración y Naturalización, el Centro de Entrenamiento de la Ley Federal de Aplicación y el Servicio de Alguaciles de EE. UU. son entrenadores regulares. En cumplimiento de los requisitos legales, la mayoría del entrenamiento se lleva a cabo en los Estados Unidos.

#### Capacitación a las fuerzas policiales de investigación e internacional
En 1986, el Departamento de Justicia recibió fondos para diseñar, desarrollar e implementar proyectos para mejorar y aumentar la capacidad de investigación de los organismos de aplicación de la ley en la región de Latinoamérica y el Caribe. Mediante estos fondos, el Departamento de Justicia estableció el 'International Criminal Investigative Training Assistance Program' – ICITAP -  Programa de Asistencia a la Capacitación Internacional en Investigación Criminal). Operando bajo la supervisión del Departamento de Estado, ICITAP ha realizado la evaluación de las necesidades del sector de la justicia penal de la región y ha ampliado sus entrenamientos para incluir la gestión básica de la policía y el desarrollo de academias de policía. En el año fiscal 1990, ICITAP recibió U$S 7 millones del Departamento de Estado para su programa regional. Mediante este programa, se entrenó a más de 1.000 estudiantes de la región del Caribe y Centro y Sur América y fueron auspiciadas 7 conferencias. La formación incluye la gestión policial, la investigación criminal, la búsqueda en la escena del crimen y los cursos de medicina forense. A excepción de los estudiantes enviados a los Estados Unidos para participar de programas de capacitación, la formación de ICITAP se desarrolló en el extranjero.
El FBI proporciona también capacitación específica para oficiales de fuerzas de aplicación de la ley. Cada año, aproximadamente 100 oficiales policiales de todo el mundo participan de un curso de nivel universitario de 11 semanas de duración, en la Academia del FBI, que incluye estudios de gestión y ciencias forenses. EL FBI se hace cargo de los costos de la capacitación y la subsistencia, pero no paga los costos vinculados a los traslados de los estudiantes. Durante los 10 últimos años, más de 1100 oficiales de 89 países han completado estos cursos.
Utilizando fondos propios, el FBI creó dos cursos de capacitación:
- Entrenamiento a policía mexicana para la mejor asistencia a los Estados Unidos en sus investigaciones. Los oficiales de policía mexicanos reciben un curso de capacitación de 3 días de duración de técnicas policiales básicas que incluyen gestión de la escena del crimen, recolección y preservación de evidencia, negociación en situación de toma de rehenes, ciencia forense y técnicas de investigación. Desde 1987, han sido capacitados alrededor de 400 policías mexicanos de frontera. Oficiales del FBI afirman que la agencia planeó instalar una escuela de capacitación en México en 1992 a un costo anual de U$S 250.000, incluyendo salarios.
- El segundo curso desarrollado por el FBI para fuerzas policiales extranjeras tenía como objetivo proporcionar capacitación en gestión de nivel medio para oficiales policiales de naciones insulares del Pacífico. El curso de 4 semanas incluye supervisión en primera línea, técnicas de investigación y negociaciones en situación de toma de rehenes.

Frente a requerimientos específicos, el FBI proporciona también asistencia y otras acciones de capacitación a fuerzas policiales extranjeras, con costos no conocidos. Por ejemplo, el National Center for the Analysis of Violent Crime´ (Centro Nacional para el Análisis del Crimen Violento) proporcionó capacitación a la policía de Canadá. La División de Investigación Criminal llevó a cabo un seminario de capacitación para funcionarios de tres organismos nacionales de aplicación la ley de Italia, sobre el uso de técnicas de investigación sensibles, tales como la operación de fuentes confidenciales, operaciones encubiertas, y vigilancia electrónica. El FBI también proporciona asistencia en el lugar de trabajo a los gobiernos que soliciten ayuda durante investigaciones particularmente difíciles o delicadas.

#### Contraterrorismo y asistencia militar
El Departamento de Defensa proporciona una cantidad limitada de entrenamiento militar y asistencia a los funcionarios de policía. Durante los años fiscales 1986 y 1987, el Departamento de Defensa entrenó y equipó a la policía de El Salvador y Honduras para contrarrestar las actividades terroristas urbanas.
Esta ayuda fue autorizada en respuesta al asesinato de marines estadounidenses por terroristas en El Salvador y fue gestionada y entregada por la Policía Militar del Ejército de Estados Unidos. La ayuda consistió en la capacitación en técnicas de contraterrorismo y la oferta de vehículos policiales, comunicaciones, armas y otros equipos. Este esfuerzo costó U$S 19.8 millones, de los cuales se proporcionaron U$S 17 millones a El Salvador.
En el año fiscal 1990, el Departamento de Defensa gastó U$S 6,4 millones en fondos de asistencia militar, previamente autorizados pero no utilizados, en la compra del equipamiento necesario y las armas para la recién formada policía nacional de Panamá. Los equipos adquiridos incluyen vehículos policiales, equipos de comunicación, armas pequeñas y equipo personal. Esta ayuda única fue para el programa de emergencia. 
El Departamento de Defensa tiene un programa de asistencia militar en curso para apoyar a la policía de Costa Rica. En el año fiscal 1990, el Departamento de Defensa suministró U$S 431,000 en equipamiento militar y U$S 232,000 en entrenamiento militar a la Guardia Civil de Costa Rica para asistir en el cumplimiento de su responsabilidad de proteger a las regiones fronterizas del país. El Departamento de Defensa proporcionó equipos tales como vehículos, equipo personal, radios, y entrenamiento militar en temas tales como operaciones costeras. Adicionalmente, el Departamento de Defensa realizó cursos de capacitación técnica en mantenimiento de equipos y cuestiones médicas, entre otros.
El Departamento de Defensa, en conjunto con el Reino Unido colabora con el 'Eastern Caribbean Regional Security System' (Sistema de Seguridad Regional del Caribe Oriental) que fue formado luego de la intervención de Estados Unidos en Granada. El Sistema de Seguridad está compuesto por algunos oficiales militares asignados de manera permanente, pero depende en gran medida de los oficiales de Policía de la isla-nación que puedan ser convocados para el servicio militar en caso de emergencia. Los Estados Unidos prepara y entrena a este personal para prepararlos para tal eventualidad. En el año fiscal 1990, el Departamento de Defensa proporcionó U$S 4.2 millones en fondos de asistencia militar que se utilizaron para la compra de equipos, tales como jeeps, armas pequeñas, uniformes y equipos de comunicaciones. El Departamento de Defensa también proporcionó U$S 300.000 para el entrenamiento en operaciones especiales, patrulla rural, supervivencia de campo y vigilancia, así como los cursos técnicos en comunicaciones, navegación, mantenimiento y la medicina.

#### Dificultades para determinar costos y alcances de la asistencia
Dado que algunas agencias financian la asistencia de sus propios presupuestos, sin necesidad de tener una línea específica de asistencia policial, la GAO "no pudo determinar con exactitud el alcance o el costo de la asistencia a la policía extranjera" En las estimaciones de la GAO, "puede estar sucediendo un doble conteo de los estudiantes y las agencias pueden no estar diferenciando entre la asistencia prestada a la policía y la asistencia prestada a los militares". Esto puede ocurrir cuando "la agencia que proporciona la formación y el organismo que paga por la formación, pueden ambos incluir a los alumnos en registros de sus sistemas de información; tal como sucede cuando ICITAP paga por los estudiantes que asisten a la academia del FBI."
Cuando se le pidió al Departamento de Justicia que estimara la información de costos sobre su labor con la policía extranjera, no podía asignar un valor monetario a los elementos, incluyendo "los gastos de viaje, salarios y bienes consumibles, como los materiales del curso."
“Además, la GAO no podía siempre determinar si un estudiante era un oficial de policía o un militar debido a que algunos organismos no recogen estos datos, los funcionarios del Departamento de Defensa nos informaron que una vez que reciben el permiso para entrenar a la policía en una actividad específica, ellos no proporcionan un desglose contable adicional. Por ejemplo, la capacitación proporcionada al Sistema de Seguridad Regional del Caribe Oriental estaba dirigida a las fuerzas policiales, aunque algunos alumnos pueden haber pertenecido a organizaciones militares.”

## Experimentación en humanos
(véase Operación MK Ultra)
El 13 de abril de 1953, Allen Welsh Dulles, quien era entonces director de la CIA, puso en marcha el programa denominado MK Ultra, bajo la conducción de Sidney Gottlieb. Su objetivo era el desarrollo de drogas para el control mental, principalmente como respuesta a las supuestas técnicas de control mental desarrolladas por el bloque soviético, China y Corea del Norte. La CIA buscaba además, drogas o técnicas que le permitieran manipular psíquicamente a líderes extranjeros. Los experimentos se desarrollaban en humanos vivos, a menudo sin su conocimiento ni consentimiento.
Este proyecto se inició en un período de la CIA que Rupert Cornwell calificó como “paranoia”, debido a que Estados Unidos había perdido el monopolio mundial de las armas nucleares y el temor a la expansión de los regímenes comunistas estaba en su punto más alto.
En 1964, se modificó el nombre del proyecto, conocido a partir de esa fecha como MK SEARCH.
En 1973, los registros del proyecto MK Ultra fueron deliberadamente destruidos por órdenes de Richard Helms, quien entonces era director de la CIA. Debido a dicha destrucción, ha resultado difícil y en muchos casos imposible tener información completa de los más de 150 subproyectos de investigación financiados por separado, patrocinados por MK Ultra y otros programas de la CIA.
En agosto de 2009, se conoció un informe interno de la CIA del año 2004. Días después, la organización Médicos por los Derechos Humanos (PHR, por sus siglas en inglés) presentó un informe en el cual se cuestiona fuertemente la participación de profesionales de la salud en sesiones de interrogatorios de prisioneros de la CIA.
El 15 de junio de 2015, se puso en conocimiento público el contenido completo de un documento de la CIA, recientemente desclasificado, del cual se desprende la amplitud de las atribuciones de que disponía el director de la CIA respecto a la metodología a aplicarse para la obtención de información durante las sesiones de interrogatorio. Concretamente, el director de la CIA podía “aprobar, modificar o rechazar todas las propuestas relativas a la investigación con seres humanos”

### Comisión Rockefeller y Comité Church
En diciembre de 1974, The New York Times informó que, durante la década de 1960 la CIA había realizado actividades internas ilegales, que incluyeron experimentos sobre ciudadanos estadounidenses. El informe impulsó investigaciones del Congreso de Estados Unidos (bajo la responsabilidad del Comité Church) y de una comisión presidencial (conocida como la Comisión Rockefeller). Las investigaciones del Congreso y el informe de la Comisión Rockefeller revelaron que la CIA y el Departamento de Defensa habían realizado experimentos para influir y controlar el comportamiento humano a través del uso de drogas psicoactivas como el LSD y la mescalina y otros medios químicos, biológicos y psicológicos. Los experimentos se llevaron a cabo a menudo sin el conocimiento o consentimiento de los sujetos.
MK-ULTRA se inició, en gran medida, en respuesta a las supuestas técnicas de control mental empleadas por la Unión Soviética, China y Corea del Norte sobre los prisioneros de guerra estadounidenses. El objetivo de los experimentos era estudiar el control de la mente, con el fin de desarrollar métodos más efectivos para los interrogatorios, métodos de modificación y manipulación del comportamiento, así como desarrollar una posible droga de la verdad.
Siguiendo las recomendaciones del Comité Church, en 1976 el presidente Gerald Ford emitió la primera orden ejecutiva sobre Actividades de Inteligencia que, entre otras cosas, prohíbe "la experimentación con drogas en seres humanos, excepto con el consentimiento informado, por escrito y testigos imparciales, de cada uno de tales sujetos humanos". Órdenes posteriores de los presidentes Carter y Reagan ampliaron la directiva para aplicarla a cualquier tipo de experimentación humana.

## Muertes y asesinatos selectivos
(Véase Asesinato selectivo)
Se entiende por 'asesinato selectivo' el crimen que una organización estatal o institución comete contra un individuo, de modo premeditado, por fuera de procedimientos jurídicos o del campo de batalla y a menudo luego del desarrollo de acciones de inteligencia. Con posterioridad a los ataques del 11 de septiembre de 2001, se han producido varios asesinatos selectivos de supuestos terroristas, en muchos casos mediante aviones no tripulados (drones), con una metodología que algunas autoridades consideran actos legítimos en el marco de la guerra contra el terrorismo.
La CIA ha admitido conocer, proveer apoyo o estar involucrada en intentos de asesinato o asesinatos efectivamente cometidos, de líderes políticos extranjeros tales como Fidel Castro, Patrice Lumumba, Ngo Dinh Diem, Abd al-Karim Qasim o Rafael Trujillo.